# Morti nel 1680
| Questa pagina contiene informazioni ricavate automaticamente dalle voci biografiche con l'ausilio del template Bio e di un bot. L'aggiornamento è periodico e automatico e ricostruisce completamente la pagina. Se manca una persona in questa lista, sei pregato di non aggiungerla, ma accertati piuttosto che la sua voce biografica contenga il template Bio e che i dati anagrafici siano correttamente compilati. Se il template Bio manca, inseriscilo tu stesso o, in alternativa, metti l'avviso {{tmp\|Bio}} che ne segnala la mancanza. Se i dati riportati sono sbagliati, correggi direttamente la voce biografica; le modifiche saranno visibili in questa lista entro pochi giorni. Per chiarimenti vedi il progetto biografie. La lista contiene solo le 119 persone che sono citate nell'enciclopedia e per le quali è stato implementato correttamente il template Bio. Pagina aggiornata al 18 ago 2025. |

## Gennaio(4)
- 11 gennaio - Nathan di Gaza, profeta ottomano (n. 1643)
- 14 gennaio - George Carteret, militare britannico
- 17 gennaio - Giorgio Bolognetti, vescovo cattolico e diplomatico italiano (n. 1595)
- 30 gennaio - Jan Andrea Lievens, pittore e disegnatore olandese (n. 1644)

## Febbraio(7)
- 6 febbraio - Manfredo Settala, scienziato italiano (n. 1600)
- 7 febbraio - Adriano Torelli, nobile italiano (n. 1609)
- 11 febbraio - Elisabetta di Boemia, religiosa tedesca (n. 1618)
- 17 febbraio - Jan Swammerdam, biologo e entomologo olandese (n. 1637)
- 22 febbraio - La Voisin, avventuriera francese (n. 1640)
- 22 febbraio - Ōta Sukemune, militare giapponese (n. 1600)
- 23 febbraio - Thomas Goodwin, teologo britannico (n. 1600)

## Marzo(4)
- 2 marzo - Ercole Procaccini il Giovane, pittore italiano (n. 1605)
- 4 marzo - Deifebo Burbarini, pittore italiano (n. 1619)
- 17 marzo - François de La Rochefoucauld, scrittore, filosofo e aforista francese (n. 1613)
- 23 marzo - Nicolas Fouquet, politico francese (n. 1615)

## Aprile(8)
- 3 aprile - Shivaji, indiano (n. 1630)
- 4 aprile - Peter Lambeck, filologo, bibliotecario e critico letterario tedesco (n. 1628)
- 17 aprile - Kateri Tekakwitha, religiosa nativa americana (n. 1656)
- 19 aprile - Maria Edvige d'Assia-Darmstadt, nobile (n. 1647)
- 21 aprile - Luigi Bevilacqua, patriarca cattolico, diplomatico e funzionario italiano (n. 1616)
- 21 aprile - Lazzaro Pallavicino, cardinale italiano
- 25 aprile - Luisa di Anhalt-Dessau, nobildonna tedesca (n. 1631)
- 29 aprile - Nicolas Cotoner, militare spagnolo (n. 1608)

## Maggio(7)
- 3 maggio - Peter Harris, pirata inglese
- 5 maggio - Jonas Shish, ingegnere britannico (n. 1605)
- 8 maggio - Anna Maria di Brandeburgo-Bayreuth, nobildonna tedesca (n. 1609)
- 11 maggio - Carlo Filippo Sfondrati, vescovo cattolico italiano (n. 1636)
- 21 maggio - Carlo Gonzaga, nobile italiano (n. 1616)
- 22 maggio - Richard Sawkins, pirata inglese
- 31 maggio - Joachim Neander, compositore e insegnante tedesco (n. 1650)

## Giugno(4)
- 4 giugno - Augusto di Sassonia-Weissenfels, vescovo luterano tedesco (n. 1614)
- 4 giugno - Tokugawa Ietsuna, militare giapponese (n. 1641)
- 10 giugno - Johan Gyllenstierna, politico svedese (n. 1635)
- 11 giugno - Félix Vialart de Herse, vescovo cattolico francese (n. 1613)

## Luglio(3)
- 7 luglio - Guillam Dubois, pittore e disegnatore olandese (n. 1625)
- 10 luglio - Louis Moréri, storico francese (n. 1643)
- 26 luglio - John Wilmot, nobile, poeta e drammaturgo inglese (n. 1647)

## Agosto(10)
- 8 agosto - Giacinto Maria Passati, vescovo cattolico italiano (n. 1620)
- 11 agosto - Giacomo Filippo Nini, cardinale italiano (n. 1629)
- 12 agosto - Henri Cauchon de Maupas, vescovo cattolico francese (n. 1606)
- 13 agosto - Antonio Pizzocaro, architetto e ingegnere italiano (n. 1605)
- 19 agosto - Giovanni Eudes, religioso francese (n. 1601)
- 22 agosto - Giovanni Giorgio II di Sassonia, nobile tedesco (n. 1613)
- 23 agosto - Thomas Blood, militare e criminale irlandese (n. 1618)
- 24 agosto - Ferdinand Bol, pittore olandese (n. 1616)
- 25 agosto - Simeon Polockij, poeta, scrittore e presbitero russo (n. 1629)
- 28 agosto - Carlo I Luigi del Palatinato, nobile (n. 1617)

## Settembre(9)
- 1º settembre - Anna Sofia del Palatinato-Zweibrücken-Birkenfeld, religiosa tedesca (n. 1619)
- 1º settembre - Henriette Sélincart, modella francese (n. 1644)
- 2 settembre - Per Brahe il Giovane, politico svedese (n. 1602)
- 3 settembre - Anna Elisabetta di Anhalt-Bernburg, nobile (n. 1647)
- 4 settembre - Wilderich von Walderdorff, vescovo cattolico austriaco (n. 1617)
- 10 settembre - Toussaint Gelton, pittore olandese (n. 1630)
- 11 settembre - Go-Mizunoo, imperatore giapponese (n. 1596)
- 11 settembre - Marco Uccellini, compositore e violinista italiano
- 29 settembre - Mario Alberizzi, cardinale italiano (n. 1609)

## Ottobre(12)
- 1º ottobre - Pietro Simone Agostini, compositore italiano (n. 1630)
- 1º ottobre - Pierre-Paul Riquet, ingegnere francese (n. 1604)
- 13 ottobre - Lelio Colista, compositore, chitarrista e liutista italiano (n. 1629)
- 13 ottobre - François Roberday, organista e compositore francese (n. 1624)
- 15 ottobre - Bedřich Bridel, scrittore, poeta e missionario ceco (n. 1619)
- 16 ottobre - Raimondo Montecuccoli, generale, politico e scrittore italiano (n. 1609)
- 17 ottobre - Charles FitzCharles, I conte di Plymouth, militare inglese (n. 1657)
- 19 ottobre - Carlo Carafa della Spina, cardinale italiano (n. 1611)
- 22 ottobre - Johannes Bouwmeester, medico e filosofo olandese (n. 1634)
- 24 ottobre - Candida Xu, filantropa cinese (n. 1607)
- 30 ottobre - Antoinette Bourignon, mistica fiamminga (n. 1616)
- 30 ottobre - Francesco II Sforza di Caravaggio, nobile italiano

## Novembre(11)
- 2 novembre - Bernardino Rocci, cardinale e arcivescovo cattolico italiano (n. 1627)
- 4 novembre - Joseph Glanvill, scrittore e filosofo inglese (n. 1636)
- 4 novembre - Pelagius Schläpfer, politico svizzero (n. 1601)
- 14 novembre - Michał Kazimierz Radziwiłł, nobile e ufficiale polacco (n. 1625)
- 18 novembre - Baldassarre Ferri, cantante castrato italiano (n. 1610)
- 23 novembre - Francesco Boccapaduli, arcivescovo cattolico e diplomatico italiano (n. 1600)
- 28 novembre - Gian Lorenzo Bernini, scultore, urbanista e architetto italiano (n. 1598)
- 28 novembre - Giovanni Francesco Grimaldi, pittore e architetto italiano (n. 1606)
- 28 novembre - Athanasius Kircher, gesuita, filosofo e storico tedesco (n. 1602)
- 29 novembre - Francesco Maria Febei, arcivescovo cattolico e scrittore italiano (n. 1616)
- 30 novembre - Peter Lely, pittore olandese (n. 1618)

## Dicembre(7)
- 4 dicembre - Thomas Bartholin, anatomista danese (n. 1616)
- 4 dicembre - Petronio Franceschini, compositore e violoncellista italiano (n. 1651)
- 8 dicembre - Cesare Durazzo, doge (n. 1593)
- 12 dicembre - Sofia Augusta di Holstein-Gottorp, principessa (n. 1630)
- 20 dicembre - Elisabetta Sofia di Sassonia-Altenburg, nobile tedesca (n. 1619)
- 29 dicembre - William Howard, I visconte Stafford, nobile britannico (n. 1614)
- 30 dicembre - Antonio Sartorio, compositore italiano (n. 1630)

## Senza giorno specificato(33)
- Ayşe Sultan, ottomana
- Nicolas Baudesson, pittore francese
- Thomas Brooks, predicatore e teologo inglese (n. 1608)
- Jan Peeter Brueghel, pittore olandese (n. 1628)
- Giovan Francesco Buonamico, scrittore, poeta e medico maltese (n. 1639)
- Samuel Butler, scrittore britannico (n. 1613)
- Stephen Charnock, teologo e predicatore inglese (n. 1628)
- Louis-Théandre Chartier de Lotbinière, funzionario francese (n. 1612)
- Henri de Chastelard de Salières, militare francese (n. 1602)
- Girolamo Cialdieri, pittore italiano (n. 1593)
- Mariano Cusmano, pittore italiano (n. 1600)
- Hendrick Danckerts, pittore e incisore olandese
- John Dury, religioso e scrittore scozzese (n. 1596)
- Giovanni Fulco, pittore italiano (n. 1605)
- Ganga Zumba, rivoluzionario brasiliano
- William Goodsonn, ammiraglio inglese (n. 1610)
- Pierre de La Porte, agente segreto francese (n. 1603)
- Lǐ Yú, scrittore, drammaturgo e editore cinese (n. 1611)
- Thomas Magott, pirata inglese
- Marie Meurdrac, chimica francese
- Caterina Mongardi, pittrice italiana (n. 1645)
- Benedetto Orsi, pittore e architetto italiano (n. 1600)
- Luigi Pellegrini Scaramuccia, pittore e storico dell'arte italiano (n. 1616)
- Pierre Perrault, scrittore e idrologo francese (n. 1611)
- Frans Post, pittore olandese
- Juan Angel Puxeddu, pittore e scultore italiano (n. 1593)
- Francesco Quaini, pittore italiano (n. 1611)
- Thomas Rolfe, inglese (n. 1615)
- Johann Heinrich Schmelzer, compositore e violinista austriaco (n. 1620)
- Jacob Vrel, pittore olandese (n. 1630)
- Josep Galceran I de Pinós-Santcliment, militare e ambasciatore spagnolo (n. 1617)
- Abraham van Dijck, pittore olandese (n. 1635)
- Dirck Santvoort, pittore olandese